# Chikamatsu Monzaemon
Chikamatsu Monzaemon (近松門左衛門), de son vrai nom Sugimori Nobumori (杉森信盛), né en 1653 et mort le 6 janvier 1725, est un dramaturge et poète japonais de jōruri, une forme de théâtre de marionnettes qui deviendra par la suite le bunraku. Il est également acteur et auteur de kabuki, forme de théâtre pour laquelle, au début de sa carrière, il écrit des œuvres dramatiques.
Chikamatsu est qualifié de « Shakespeare japonais » pour ses pièces mettant en scène des marionnettes, au tout début du théâtre bunraku. Selon l'Encyclopædia Britannica, il est « généralement considéré comme le plus grand dramaturge japonais. » Il a principalement écrit des pièces pour les théâtres de Kyōto et Ōsaka, la plupart d'entre elles se distinguant par leur doubles suicides.

## Biographie
Chikamatsu, de son vrai nom Sugimori Nobumori, est né dans une famille de samouraïs. Il existe un désaccord au sujet de son lieu de naissance. La théorie la plus populaire suggère qu'il soit né dans la province d'Echizen, mais d'autres endroits sont plausibles, tels que Hagi, dans la province de Nagato. Son père, Sugimori Nobuyoshi, sert le daimyo Matsudaira à Echizen en tant que médecin. Le jeune frère de Chikamatsu devient également médecin, et Chikamatsu lui-même écrit et publie un livre médical.
À cette époque, les médecins qui servent les daimyos avaient le statut de samouraï. Néanmoins, le père de Chikamatsu perd son poste et devient un rōnin, un samouraï sans maître. Durant son adolescence, entre 1664 et 1670, Chikamatsu part s'installer à Kyōto avec son père, où il sert durant quelques années une famille noble en tant que page. Cette période de sa vie est autrement très mal connue. Il publie sa première œuvre littéraire connue à cette époque, un haïku paru en 1671. Après avoir servi en tant que page, il apparaît dans les registres du temple Chikamatsu (qu'on a longtemps considéré comme étant à l'origine de son pseudonyme), dans la province d'Ōmi (actuelle préfecture de Shiga).
Avec la production, en 1683, à Kyōto, de son spectacle de marionnettes sur les frères Soga (Yotsugi Soga), Chikamatsu devient célèbre comme auteur dramatique. Bien que cette pièce soit considérée comme étant la toute première de Chikamatsu, une quinzaine d'autres, plus anciennes et publiées anonymement, auraient été prétendument écrites par Chikamatsu. Il est l'auteur de pièces de jōruri innové (shin jōruri) comprenant des jidai-mono (pièces historiques) et des sewa-mono (drames décrivant les mœurs de la société bourgeoise de l'époque). Entre 1684 et 1695, en parallèle à l'écriture de pièces pour le théâtre de marionnettes, il a aussi écrit des pièces pour le kabuki, dont la plupart étaient destinées au célèbre acteur Sakata Tōjūrō I (1647-1709). Après 1695 et jusqu'en 1705, Chikamatsu écrit presque exclusivement pour le théâtre kabuki, puis abandonne brutalement ce genre. La raison exacte reste inconnue : il était peut-être plus simple d'écrire pour des marionnettes dociles, dont les manipulateurs étaient disciplinés et respectueux, plutôt que pour les acteurs ambitieux et arrogants du kabuki. Peut-être aussi qu'après la retraite de Tōjūrō, Chikamatsu ne se sentait plus l'envie d'écrire pour un autre acteur. Une autre possibilité évoquée est plus triviale et se résume à l'appât du gain, du fait de la popularité croissante du théâtre de marionnettes au début du XVIIIe siècle. D'ailleurs, en 1705 ou 1706, Chikamatsu quitte Kyōto pour Ōsaka, où le théâtre de marionnettes se révèle encore plus populaire. En novembre 1715 il donne la pièce qui de son vivant tiendra le plus longtemps le haut de l'affiche Les Batailles de Coxinga (Kokusen'ya Kassen).
La renommée de Chikamatsu atteint des sommets avec ses pièces inspirées de faits divers réels ou se mêlent amour et doubles suicides des amants (shinjū). Mais pour Chikamatsu ces pièces d'amour tragique ne sont pas moralistes, car pour l'auteur il n'y a « ni vérité ni mensonge en amour ». Mais quand les goûts du public changent, les pièces de Chikamatsu tombent en désuétude. On estime que le dramaturge a écrit environ 130 pièces de théâtre pendant sa longue carrière.
Il meurt le 6 janvier 1725 à Amagasaki ou à Ōsaka.

## Œuvres majeures

### Théâtre bunraku
- Sonezaki no shinjū - 曾根崎心中 (1703) (Titre français : Double suicide à Sonezaki ou Suicides d'amour à Sonezaki)
- Meido no hikyaku - 冥途の飛脚 (1711) (Titre français : Le Courrier pour l'Enfer)
- Kokusen'ya kassen - 国姓爺合戦 (1715) (Titre français : Les Batailles de Coxinga)
- Nebiki no Kadomatsu (1718) (Titre français : Le Pin déraciné)
- Shinjūten no Amijima - 心中天網島 (1720) (Titre français : Double suicide à Amijima ou Suicides d'amour à Amijima)
- Onnagoroshi abura no jigoku - 女殺油地獄 (1721) (Titre français : Meurtre d'une femme dans un enfer d'huile)

### Théâtre kabuki
- Keisei hotoke no hara - けいせい仏の原) (1699)

### Œuvres de critique
- Naniwa miyage - 難波土産 (1738) (Titre français : Souvenirs de Naniwa)[3]